# Carl Mörner (1658–1721)
Ej att förväxlas med: Carl Otto Mörner.
Carl Gustaf Mörner af Morlanda, född 1658 i Malmö, död 27 oktober 1721 i Jönköping, var en svensk greve,  guvernör över Göteborgs och Bohus län 1712–1716, fältmarskalk och kungligt råd.

## Biografi
Carl Gustaf Mörner var son till friherre Hans Georg Mörner af Morlanda och Beata Schulman. Han började liksom fadern sin bana som enkel ryttare (1673), deltog i Skånska kriget som ryttmästare åren 1675–1679 där han deltog i slagen vid Halmstad, Lund och Landskrona. Han utnämndes 1680 till kaptenlöjtnant vid livdrabanterna. Han gifte sig 1685 med friherrinnan Katarina Margareta Bonde, dotter till riksskattmästaren Gustaf Bonde.
Han deltog 1691–1692, under Luxembourgs befäl, i fälttåget i Flandern, utnämndes 1695 till överste för Östgöta kavalleriregemente, blev generalmajor 1700 och tog en ärofull andel i Karl XII:s polska krig, där han utmärkte sig i operationerna vid slaget vid Vilna, övergången av Düna, slaget vid Riga, samt besatte Mitau (1701) och lade hela Kurland under svenskarna. Tillsammans med Magnus Stenbock sändes han av Karl XII i mars 1702 mot Michał Serwacy Wiśniowiecki, vilken han jagade undan, och besatte därpå Vilnius. Då kung Karl därpå gick mot Warszawa, fick Mörner från Vilnius föra sin kolonn mot det inre Polen, gick vid Kazimierz över Weichsel och förenade sig med den kungliga hären 8 juli 1702 omedelbart före slaget vid Kliszów, i vilket han gjorde tjänst vid den högra flygeln. Han deltog i belägringen av Thorn och erövringen av Elbing. 
Han avancerade till generallöjtnant år 1704. I början av 1704 hemsändes han till Sverige som generalmönsterherre. Sitt andra äktenskap ingick han 1705 med grevinnan Kristina Anna Bielke, dotter till kungliga rådet och fältmarskalken Nils Bielke. Som generalmönsterherre medverkade han vid nyuppsättningen av armén 1709, blev 1711 general i kavalleriet och deltog i det första norska fälttåget. 1712 blev han guvernör över Göteborgs och Bohus län, 1716 kungligt råd och generalguvernör över Hallands, Göteborgs och Bohus, Älvsborgs, Skaraborgs län samt Närke och Värmland. I norska fälttåget 1716 förde Mörner en av infallskolonnerna, med vilken han från Vänersborg ryckte fram förbi Fredrikshald och Fredrikstad och 8 mars i Hölen förenade sig med kungens kolonn. Han anses ha stått högt i Karl XII:s gunst och utnämndes 1717 till fältmarskalk. Han deltog även i 1718 års fälttåg och var närvarande vid Fredrikshald, då Karl XII blev skjuten. Han miste 1719, som anhängare av hertig Karl Fredrik av Holstein-Gottorps kandidatur till svenska kronan, fältmarskalkslönen samt förflyttades från sin guvernörsplats i Göteborg till presidentsplatsen i Göta hovrätt. Mörner erhöll 1716 grevlig värdighet (ätten Mörner af Morlanda).

### Egendom
Mörner ägde Olstorp i Askeryds socken, Esplunda i Ringaby socken, Ervalla herrgård i Ervalla socken, Forsnäs i Sunds socken och Grönlund i Åsbo socken.

### Familj
Mörner gifte sig första gången 1 september 1685 med friherrinnan Catharina Margareta Bonde (1664–1705), dotter till riksrådet och riksskattmästaren, friherre Gustaf Bonde och Anna Christina Persdotter Natt och Dag. De fick tillsammans barnen översten Hans Georg Mörner (1686–1738), översten Gustaf Otto Mörner (1687–1753) vid Östgöta kavalleriregemente, Charotta Catharina Mörner (1689–1729) som var gift med överstelöjtnanten Johan von Schaar och översten, friherre Nils von Ungern-Sternberg, Beata Sofia Mörner (1690–1773) som var gift med fältmarskalken, friherre Mattias Alexander von Ungern-Sternberg, Anna Christina Mörner (1692–1701), Hedvig Ulrika Mörner (1694–1758) som var gift med generalmajoren och landshövdingen Christer Henrik d'Albedyhll, Carl Mörner (1695–1696), Carl Mörner (1696–1698), Eva Maria Mörner (1697–1716), Carl Mörner (född 1698), Magdalena Charlotta Mörner (1701–1778) som var gift med generalmajoren, friherre Otto Christian von der Pahlen och landshövdingen Adolf Mörner (1705–1766).
Mörner gifte sig andra gången 4 oktober 1705 på Salsta slott i Tensta socken med grevinnan Christina Anna Bielke (1687–1742), dotter till kungliga rådet, fältmarskalken och generalguvernören, friherre Nils Bielke och grevinnan Eva Horn af Björneborg. De fick tillsammans barnen Carl Fredrik Mörner (död 1717), Ulrika Christina Mörner (1709–1778) som var gift med presidenten, greve Carl Fredrik Piper, Sigrid Margareta Mörner (1711–1771) som var gift med överståthållaren Rutger Fuchs och Nils Mörner (1712–1713).